# Hydrovatus fasciatus
Hydrovatus fasciatus är en skalbaggsart som beskrevs av Sharp 1882. Hydrovatus fasciatus ingår i släktet Hydrovatus och familjen dykare. Inga underarter finns listade i Catalogue of Life.